# Prepad
Prepad u vojnoj terminologiji označava iznenadni napad u pravilu ograničenih ciljeva ili opsega nakon koga se napadač nastoji što brže vratiti u svoju bazu ili na svoje početne položaje, prije nego što neprijatelj na njega stigne prikladno reagirati. Glavni element prepada je iznenađenje, i u tome je sličan zasjedi; od nje se razlikuje što se neprijatelj aktivno napada umjesto da se čeka njegov dolazak. Prepadi u pravilu vrše na jedinice ili objekte koji su izolirani od glavnine neprijateljskih snaga - udaljena uporišta, pozadinske objekte ili, što je u povijesti bio najčešći slučaj, civilna naselja. 
Ciljevi prepada su izazvati paniku, konfuziju ili demoralizaciju u neprijateljskim redovima; uništiti njegovu ratnu opremu i oslabiti logističke resurse uz istovremeno jačanje vlastite logistike zapljenjivanjem neprijateljske opreme; zarobljavanje neprijatelja u svrhu dobavljanja obavještajnih podataka ili oslobađanje vlastitih zarobljenika od neprijatelja. Tradicionalni i najčešći cilj prepada kroz povijest je, pak, bila pljačka. 
Prepadi uz zasjede predstavljaju jedan od najstarijih oblika vojne taktike, a sve do pojave civilizacije i stvaranja redovnih vojski je predstavljao srž vojne taktike; u raznim plemenskim društvima dan-danas predstavlja jedini oblik ratovanja. Prepadi predstavljaju srž gerilske strategije, a njih u neprijateljskoj pozadini također primjenjuju i posebno izvježbane tzv. specijalne snage kao što su SAS, Zelene beretke i Specnaz.
Iznenađenje kao ključni element za uspjeh prepada obično naglasak stavlja na što veću mobilnost napadačkih snaga, koje se neprijatelju nastoje približiti u manjim skupinama, i to noću ili uz korištenje meteroloških i zemljopisnih prilika. Razvoj pomorstva u 2. tisućljeću pr. Kr. je omogućio da se prepadi vrše na morsku obalu, a razvoj zrakoplovstva u 20. stoljeću je omogućio da se prepadi vrše uz pomoć zračnog desanta.